# Друга ескадрила НОВЈ
Друга ескадрила НОВЈ формирана је 1. јула 1944. на аеродрому Бенина код Бенгазија у Либији, на основу договора НКОЈ са савезничком Командом Средоземља, наређењем Команде Медитеранског савезничког ваздухопловства МААФ (ен. Mediterrainean Air Force) бр. 11192. од 7. јула 1944. као Југословенски сквадрон број 351 (351st Yugoslav Squadron RAF).
Ескадрила је образована по ратној формацији прописаној за покретни ловачки сквадрон РАФ-а {ен. Royal air Force }, са два винга од по 8 авиона Хокер харикен (ен:Hurricane) IV РП. Летачко и техничко особље сачињавали су кадрови који су из југословенског краљевског ратног ваздухопловства прешли у НОВЈ, и кадрови из Прве ваздухопловне базе НОВЈ.
РАФ је снабдео ескадрилу авионима и ратном техником и извршио обуку пилота у својим наставним центрима.
Након обуке ескадрила је пребачена на аеродром Кане (ит. Cannae) на јадранској обали Италије. Први борбени задатак ескадрила је обавила 23. октобра 1944.
Ескадрила је у тактичком погледу и у погледу снабдевања и техничке подршке била потчињена 281. вингу Балканског ратног ваздухопловства (ен. Balkan Air Force), у саставу РАФВР (ен. Royal Air Force Voluntary Reserve). Извршавала је борбене задатке над територијом Југославије на основу захтева јединица и установа НОВЈ на терену. Особље је носило обележја НОВЈ (црвену звезду петокраку на прописаној шајкачи напред) и британска обележја (са стране), као и двојне ознаке чинова. Авиони такође носили двојна обележја.
Први командант ескадриле био је капетан Александар Ценић, командир „А“ флајта потпоручник Станислав Воук, а командир „Б“ флајта - капетан Фрањо Јеж. Кроз ескадрилу је током рата прошло 23 пилота, од којих су 4 погинула, међу којима и командант ескадриле.
Друга ескадрила НОВЈ је за непуних девет месеци рата извршила 226 ратних задатака са 971 авиополетањем. Ови задаци обухватили су подршку трупама на земљи, ловачку заштиту и извиђање. Користила је полазне аеродроме Кане, Вис и Земуник.
За борбени рад Првој и Другој ескадрили НОВЈ британски Ваздухопловни савет одао је признање:
"У овом историјском времену, када је наш заједнички заклети непријатељ платио своју агресију потпуним поразом, Ваздухопловни савет изражава своје дивљење витешком и одлучном уделу који су одиграли официри и људство југословенског ваздухопловства на важним поприштима у Средоземном мору и на јужној обали Европе. Ваздухопловни савет је свестан неуморне борбе ваших земљака против нападача и очекује да ће се у доба мира наставити другарство наше земље и херојске Југославије."
Након завршетка Другог светског рата дана 16. маја Друга ескадрила је исписана из састава РАФ-а и 18. маја са Првом ескадрилом формира 1. ловачки пук.